# مواضيع إيطاليا
الجمهورية الإيطالية أو إيطاليا هي دولة ذات سيادة تقع في جنوب أوروبا في شبه الجزيرة الإيطالية و تمتلك أكبر جزيرتين في البحر الأبيض المتوسط صقلية وسردينيا. تشترك إيطاليا بجبال الألب في حدودها الشمالية مع فرنسا وسويسرا والنمسا وسلوفينيا. توجد دولتان كليدتان ضمن حدود إيطاليا هما سان مارينو و مدينة الفاتيكان بينما يقع كامبيوني ديتاليا الإيطالي ضمن الأراضي السويسرية.
كانت إيطاليا منزل العديد من الثقافات الأوروبية مثل الأتروسكان والرومان، كما أصبحت لاحقاً مهد حركة النهضة التي بدأت في فلورنسا و انتشرت في جميع أنحاء أوروبا. كانت العاصمة الإيطالية روما على مدى قرون مركز الحضارة الغربية ومقر الكنيسة الكاثوليكية.
اليوم إيطاليا هي جمهورية ديمقراطية ومن بلدان العالم المتقدمة مع سابع أكبر ناتج محلي إجمالي و ثامن أكبر مشعر جودة الحياة  و ضمن العشرين الأعلى في تصنيف مؤشر التنمية البشرية في العالم.
تشمل المقالة التالية قائمة بالمواضيع عن إيطاليا.

## مواضيع رئيسة
- اسم الدولة: إيطاليا
- الاسم الرسمي: الجمهورية الإيطالية
- تسمية السكان: إيطاليون أو طليان
- التصنيفات الإيطالية الدولية
- رمز أيزو 3166-1: IT, ITA, 380
- رمز إيزو 3166-2: راجع إيزو 3166-2:IT
- النطاق الأعلى في ترميز الدولة:.it

## الجغرافيا
- شبه الجزيرة الإيطالية
- أقصى نقاط إيطاليا:
  - شمالاً: فيتا ديتاليا
  - جنوباً: بونتا بيسشي سبادا
  - شرقاً: كابو دوترانتو [الإنجليزية]
  - غرباً: روكا بيرناودا [الإنجليزية]
  - أعلى نقطة: مونتي بيانكو 4,810 م.
  - أخفض نقطة: كونتاني في وادي بو -3.2 م.
- الحدود البرية: 1,899 كم
  -  سويسرا: 740 كم
  -  فرنسا: 488 كم
  -  النمسا: 430 كم
  -  سلوفينيا: 199 كم
  -  سان مارينو: 39 كم
  -   الفاتيكان: 3 كم
- طول السواحل: 7,600 كم
- تعداد السكان: 60,067,554 حسب تقديرات 31/01/2009 [3] (المرتبة 23 عالمياً)
- مساحة البلاد: 301,338 كم² (المرتبة 71 عالمياً).
- أطلس إيطاليا [الإنجليزية]

### بيئة إيطاليا

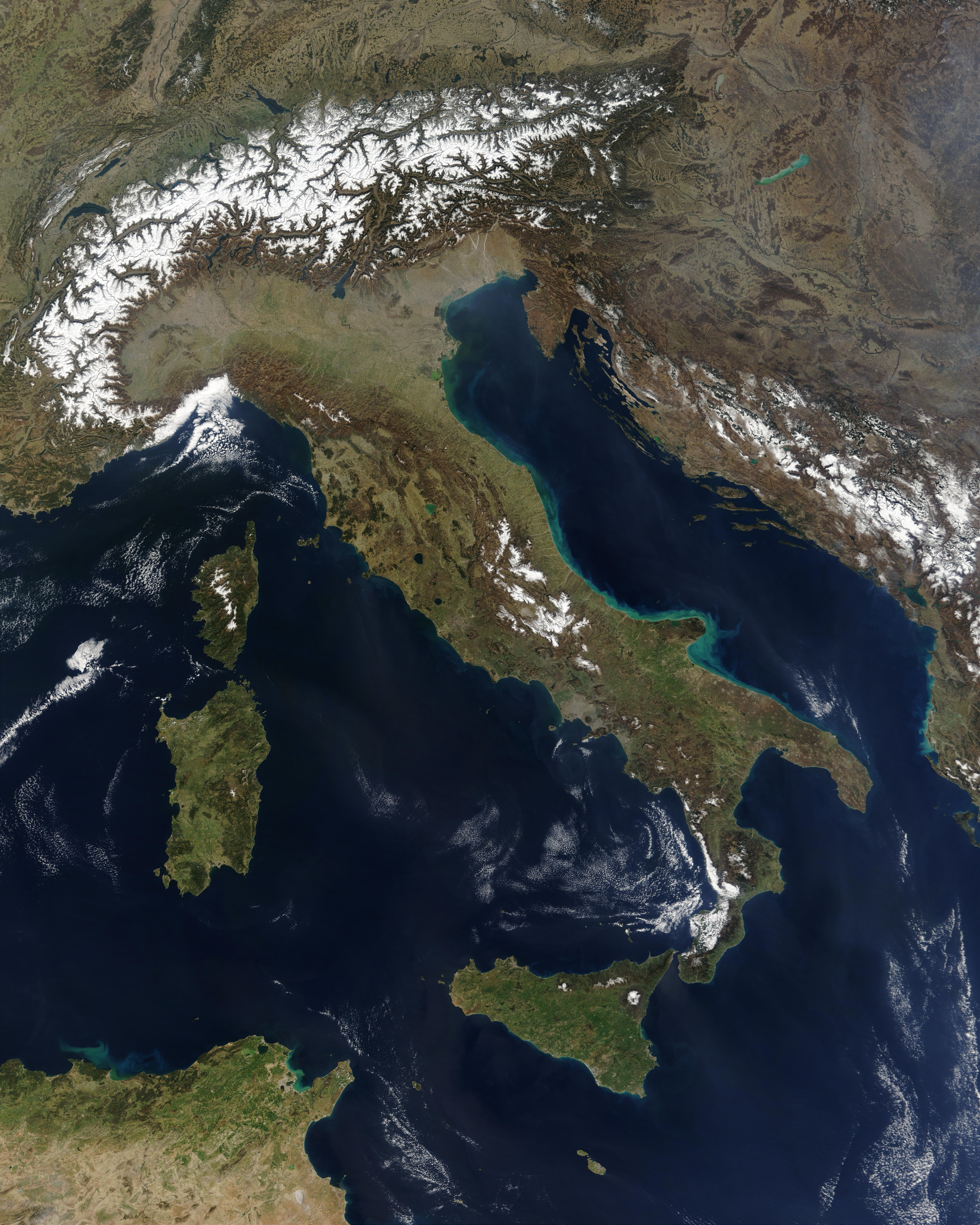
صورة لإيطاليا من ساتل

.
- مناخ إيطاليا
- قضايا بيئية إيطالية
- مصادر الطاقة المتجددة في إيطاليا
  - الوقود الحيوي في إيطاليا
  - الطاقة الأرضية الحرارية في إيطاليا [الإنجليزية]
  - الطاقة المائية في إيطاليا [الإنجليزية]
  - الطاقة الشمسية في إيطاليا
  - طاقة الرياح في إيطاليا
- جيولوجيا إيطاليا [الإنجليزية]
- قائمة بالحدائق الوطنية في إيطاليا [الإنجليزية]
- الحياة البرية في إيطاليا [الإنجليزية]
  - التنوع النباتي في إيطاليا
  - التنوع الحيواني في إيطاليا
    - قائمة بالطيور في إيطاليا [الإنجليزية]
    - قائمة بالثدييات في إيطاليا [الإنجليزية]

#### الملامح الجغرافية الإيطالية
- الأنهار الجليدية في إيطاليا [الإنجليزية].
- قائمة بالجزر الإيطالية.
- قائمة بالبحيرات الإيطالية .
- قائمة بالجبال الإيطالية [الإنجليزية].
  - قائمة بالبراكين في إيطاليا.
- قائمة بالأنهار الإيطالية.
- قائمة بالوديان الإيطالية [الإنجليزية].
- مواقع التراث العالمي في إيطاليا.

### مناطق إيطاليا

#### أنواع التقسميات الإدارية
- أقاليم
  - مقاطعات
    - بلديات

#### التقسميات الإحصائية
- وحدات الترميز المنطقية الإحصائية [الإنجليزية]

#### أقاليم ومقاطعات إيطاليا
| - شمال غرب إيطاليا - بييمونتي (إقليم) - مقاطعة تورينو - مقاطعة فرشيلي - مقاطعة بييلا - مقاطعة فربانو كوزيو أوسولا - مقاطعة نوفارا - مقاطعة كونيو - مقاطعة أستي - مقاطعة ألساندريا - فالي دا أوستا (إقليم) - فالي دا أوستا (مقاطعة) - ليغوريا (إقليم) - مقاطعة إمبيريا - مقاطعة سافونا - مقاطعة جنوة - مقاطعة لا سبيتسيا - لومبارديا (إقليم) - مقاطعة فاريزي - مقاطعة كومو - مقاطعة ليكو - مقاطعة سوندريو - مقاطعة ميلانو - مقاطعة منزا وبريانسا - مقاطعة بيرغامو - مقاطعة بريشا - مقاطعة بافيا - مقاطعة لودي - مقاطعة كريمونا - مقاطعة مانتوفا - شمال شرقي إيطاليا - ترينتينو ألتو أديجي (إقليم) - مقاطعة بولسانو - مقاطعة ترينتو - فينيتو (إقليم) - مقاطعة فيرونا - مقاطعة فيشنزا - مقاطعة بلونو - مقاطعة تريفيزو - مقاطعة فينيسيا - مقاطعة بادوفا - مقاطعة روفيغو | - - فريولي فينيتسيا جوليا (إقليم) - مقاطعة بوردينوني - مقاطعة أوديني - مقاطعة غوريتسيا - مقاطعة ترييستي - إميليا رومانيا (إقليم) - مقاطعة بياتشنزا - مقاطعة بارما - مقاطعة ريدجو إميليا - مقاطعة مودينا - مقاطعة بولونيا - مقاطعة فيرارا - مقاطعة رافينا - مقاطعة فورلي تشيزينا - مقاطعة ريميني - وسط إيطاليا - توسكانا (إقليم) - مقاطعة ماسا كرارا - مقاطعة لوكا - مقاطعة بستويا - مقاطعة فلورنسا - مقاطعة براتو - مقاطعة ليفورنو - مقاطعة بيزا - مقاطعة أريتسو - مقاطعة سيينا - مقاطعة غروسيتو - أومبريا (إقليم) - مقاطعة بيرودجا - مقاطعة تيرني - ماركي (إقليم) - مقاطعة بيزارو وأوربينو - مقاطعة أنكونا - مقاطعة ماشيراتا - مقاطعة فيرمو - مقاطعة أسكولي بيتشينو - لاتسيو (إقليم) - مقاطعة فيتيربو - مقاطعة رييتي - مقاطعة روما - مقاطعة لاتينا - مقاطعة فروزينوني | - جنوب إيطاليا - أبروتسو (إقليم) - مقاطعة لاكويلا - مقاطعة تيرامو - مقاطعة بسكارا - مقاطعة كييتي - موليزي (إقليم) - مقاطعة إزيرنيا - مقاطعة كامبوباسو - كامبانيا (إقليم) - مقاطعة كازيرتا - مقاطعة بينيفنتو - مقاطعة نابولي - مقاطعة أفيلينو - مقاطعة ساليرنو - بوليا (إقليم) - مقاطعة فودجا - مقاطعة بارليتا أندريا تراني - مقاطعة باري - مقاطعة تارانتو - مقاطعة برينديزي - مقاطعة لتشه - بازيليكاتا (إقليم) - مقاطعة بوتنسا - مقاطعة ماتيرا - كالابريا (إقليم) - مقاطعة كوزنسا - مقاطعة كروتوني - مقاطعة كاتنزارو - مقاطعة فيبو فالينتيا - مقاطعة ريدجو كالابريا - جزر إيطاليا - صقلية (إقليم) - مقاطعة تراباني - مقاطعة باليرمو - مقاطعة مسينة - مقاطعة أغريجنتو - مقاطعة كالتانيسيتا - مقاطعة إنا - مقاطعة كاتانيا - مقاطعة راغوزا - مقاطعة سرقوسة - سردينيا (إقليم) - مقاطعة أولبيا تمبيو - مقاطعة ساساري - مقاطعة نوورو - مقاطعة أولياسترا - مقاطعة أوريستانو - مقاطعة ميديو كامبيدانو - مقاطعة كالياري - مقاطعة كاربونيا إغليسياس |

#### بلديات إيطاليا
- مدن إيطاليا
  - عاصمة البلاد: روما
  - قائمة بالمدن الإيطالية بتعداد سكان أكبر من 100,000
  - القرى الجبلية في إيطاليا